# Lino Pierdica
Lino Pierdica (...) è un ex bobbista italiano.

## Biografia
Viene ricordato come vincitore di una medaglia d'argento nella sua disciplina, ottenuta ai campionati mondiali del 1957 (edizione tenutasi a St. Moritz, Svizzera) insieme ai suoi connazionali Eugenio Monti, Ferdinando Piani e Renzo Alverà
Nell'edizione l'oro andò alla nazionale svizzera.